# Avignonet-Lauragais
Avignonet-Lauragais település Franciaországban, Haute-Garonne megyében. Lakosainak száma 1600 fő (2022. január 1.). Avignonet-Lauragais Baraigne, Gourvieille, Montferrand, Montmaur, Saint-Michel-de-Lanès, Beauteville, Folcarde, Lux, Montclar-Lauragais, Renneville, Rieumajou, Vallègue és Villefranche-de-Lauragais községekkel határos.

## Népesség
A település népességének változása:
| Lakosok száma | 1040 | 931  | 954  | 1220 | 1438 | 1444 | 1534 | 1602 | 1615 | 1600 |
|               | 1968 | 1982 | 1990 | 2006 | 2013 | 2015 | 2017 | 2019 | 2020 | 2022 |